# Jonathan Bennett
Jonathan Bennett (Rossford, 10 juni 1981) is een Amerikaans acteur.
Bennett maakte zijn filmdebuut in de film Eastwick in 2002, maar hij werd vooral bekend door de film Mean Girls in 2004.

## Biografie
Bennett werd geboren in Rossford, Ohio, en ging naar de Otterbein University, waar hij studeerde voor drama. Na zijn afstuderen verhuisde hij naar New York, waar hij na een maand de belangrijke rol van Adam Chandler Jr in de soapserie All My Children kreeg. Hier kreeg hij bekendheid in de film- en televisiewereld, inmiddels is Jonathan in een tiental films te zien geweest.

## Filmografie
| Film      | Film                                         | Film          | Film |
| Jaar      | Film                                         | Rol           | Opmerkingen |
| --------- | -------------------------------------------- | ------------- | --- |
| 2002      | Eastwick                                     | Simon         | Tv-film |
| 2003      | Season of Youth                              | Taylor        | Palm Beach International Film Festival Award for Best Actor                                                                                              |
| 2004      | Mean Girls                                   | Aaron Samuels | Nominatie — Teen Choice Award for Choice Movie Chemistry (samen met Lindsay Lohan) Nominatie — Teen Choice Award for Choice Breakout Movie Star - Mannen |
| 2005      | Love Wrecked                                 | Ryan Howell   | Ook bekend als Temptation Island |
| 2005      | Cheaper by the Dozen 2                       | Bud McNulty   | |
| 2006      | Bachelor Party Vegas                         | Nathan        | |
| 2007      | The Dukes of Hazzard: The Beginning          | Bo Duke       | Tv-film |
| 2009      | The Assistants                               | Zack Cooper   | |
| 2009      | National Lampoon's Van Wilder: Freshman Year | Van Wilder    | |
| 2012      | Slightly Single in L.A.                      | Seven         | |
| 2016      | Submerged                                    | Matt          | |
| 2018      | Christmas Made to Order                      | Steven        | |
| 2019      | The Haunting of Sharon Tate                  | Jay Sebring   | |
| Televisie |                                              |               | |
| Jaar      | Titel                                        | Rol           | Opmerkingen |
| 2001-2002 | All My Children                              | JR Chandler   | |
| 2002      | Law & Order: Special Victims Unit            | Kyle Fuller   | "Law & Order: Special Victims Unit" seizoen 4 |
| 2003      | Boston Public                                | Ethan Guest   | "Chapter Sixty-Three" seizoen 3 |
| 2004      | 1/4life                                      | Shane         | Pilot |
| 2005      | Smallville                                   | Kevin Grady   | "Smallville" seizoen 4 |
| 2004-2005 | Veronica Mars                                | Casey Grant   | 2 afleveringen |
| 2007      | Cane                                         | Brad          | Afl. "Time Away" |

- Bibliothèque nationale de France: cb15982517n (data)
- International Standard Name Identifier: 0000 0001 1493 9869
- Library of Congress Control Number: no2005006916
- Nationale Bibliotheek van Israël: 987007347345005171
- Nederlandse Thesaurus van Auteursnamen: 35277455X
- SNAC: w6vr6vv0
- Système universitaire de documentation: 172216583
- Virtual International Authority File: 79242434
- WorldCat: E39PBJj4xJHHccWCrkXfWWkdQq